# Laminospongia subtilis
Laminospongia subtilis är en svampdjursart som beskrevs av Gustavo Pulitzer-Finali 1983. Laminospongia subtilis ingår i släktet Laminospongia och familjen Halichondriidae.
Artens utbredningsområde är havet utanför Italien. Inga underarter finns listade i Catalogue of Life.